# Bolivar Antonio Pasqual
Bolivar Antonio Pasqual (Farroupilha, 4 de fevereiro de 1957) é um político brasileiro, filiado ao MDB, e ex-prefeito da cidade de Farroupilha, no estado do Rio Grande do Sul.

### Mandato como prefeito (2001 - 2008)
Exerceu mandato de 1 de janeiro de 2001 a 31 de dezembro de 2008. Nas eleições municipais de 2000 venceu os candidatos Maria da Glória Menegotto (PDT) e Paulo Afonso Schneider (PT). Foi reeleito nas eleições de 2004 com uma coligação que reunia os partidos PMDB, PP, PSDB, PL e PPS após derrotar a candidata Maria da Glória Menegotto (PDT).

### Eleições municipais de 2016
Concorreu ao cargo de prefeito nas eleições municipais de Farroupilha de 2016, pela chapa "Todos Juntos" formada por PMDB,PP, PTB, PSDB, PR, PSC, DEM e PPS contra o candidato Claiton Gonçalves do PDT, que ocupava o cargo desde 2013 e era candidato a reeleição . Em agosto, a Justiça Eleitoral de Farroupilha indeferiu seu registro de candidatura , na época as autoridades concluíram que ele estaria com os seus direitos políticos suspensos na data da eleição municipal, devido a uma condenação por ato de improbidade administrativa. Com Pasqual podendo concorrer ao cargo de prefeito mas com a candidatura impugnada, o sufrágio de outubro de 2016 terminou com a reeleição de Claiton Gonçalves para o cargo de prefeito.

### Ocupações posteriores
Atualmente trabalhando de forma voluntária como Tesoureiro em prol da Associação dos Aposentados e Pensionistas do município de Farroupilha (APOPENFAR) e também da Associação de Pais e Amigos do Autista de Farroupilha (AMAFA).  